# Dawit Dżodżua
Dawit Dżodżua, gruz. დავით ჯოჯუა (ur. 8 czerwca 1989 w Samtredii) – gruziński szachista, arcymistrz od 2008 roku.

## Kariera szachowa
Od 1998 r. wielokrotnie reprezentował Gruzję na mistrzostwach świata i Europy juniorów w różnych kategoriach wiekowych, zdobywając trzy medale: srebrny (Herceg Novi 2005 – ME do 16 lat) oraz dwa brązowe (Litochoron 1999 – ME do 10 lat i Heraklion 2002 – MŚ do 14 lat). W 2006 r. zwyciężył (wspólnie z Tigranem A. Petrosjanem) w kołowym turnieju w Kobuleti oraz podzielił II m. (za Beglarem Dżobawą, wspólnie z Armanem Chajrapetjanem) w Tbilisi. W 2007 r. wypełnił dwie normy na tytuł arcymistrza (zwyciężając w memoriale Archila Ebralidze w Tbilisi oraz na mistrzostwach świata do 20 lat w Erywaniu, gdzie zajął X miejsce), a trzecią normę zdobył w 2008 r. podczas indywidualnych mistrzostw Europy w Płowdiwie.
Najwyższy ranking w dotychczasowej karierze osiągnął 1 lutego 2018 r., z wynikiem 2601 punktów.